# Fred (dibuixant)
Fred   (10è districte de París, 5 de març de 1931 - Eaubonne, 2 d'abril de 2013) pseudònim de Frédéric Théodore Othon Aristides va ser un dibuixant i guionista de còmics francès d'origen grec. La seva obra més coneguda són les aventures de Philémon traduïda al català com a Filalici.

## Biografia
Nascut a París, França el 5 de març de 1931, fill d'immigrants grecs. Fred va començar la seva carrera a la vintena, quan va publicar una historieta a la revista de Zéro el 1954. Els anys següents van publicar en diverses revistes, tant franceses com estrangeres, com Ici Paris, France Dimanche, Punch i The New Yorker, entre d'altres. El 1960, va crear la revista satírica Hara-Kiri amb Jean-Marc Reiser, Georges Bernier i François Cavanna. Va ser director artístic de la revista, i va dibuixar les seves primeres 60 cobertes.
El 1980, va ser guardonat amb el Gran Premi de la Ciutat en el setè Festival del Còmic d'Angulema.

## Filalici
El 1965 Fred presenta 15 pàgines d'una historieta a la revista Spirou, que no els accepta. Aleshores va presentar-les a René Goscinny que va acceptar publicar-les a Pilote. Aquesta fou la primera aventura de Philémon i va ser publicada sota el nom de Le mystère de la clairière aux trois hiboux. Atesa la freda recepció per part del públic, Fred l'abandona i es dedica a altres personatges. Temps després té la idea de crear les aventures basades en les lletres de l'Oceà Atlàntic que es publicarien de 1968 a 1987, amb un darrer àlbum el 2013.
A partir de 1980 les historietes es van publicar a la revista Cavall Fort i esdevingueren populars entre el públic catalanoparlant. Albert Jané en fou el traductor i va batejar el personatge principal com a Filalici.

## Últims anys
Després d'haver viscut molt de temps a Puiseux-le-Hauberger, Fred es va mudar a una casa de repòs a Domont. A finals de 2011, es va sotmetre a cirurgia cardíaca. El gener de 2012, va ser al Festival international de la bande dessinée d'Angoulême, on va visitar l'exposició dedicada a ell i li va donar una entrevista pública, en què va anunciar que volia acabar l'últim àlbum de Filalici. Aquest àlbum titulat "Le Train où vont les choses" va ser anunciat com el darrer de la sèrie. Fred va morir el 2 d'abril de 2013.

## Obres
- Philémon, Dargaud :

1. Le Naufragé du « A », 1972.
2. Le Piano sauvage, 1973.
3. Le Château suspendu, 1973.
4. Le Voyage de l'incrédule, 1974.
5. Simbabbad de Batbad, 1974.
6. L'Île des brigadiers, 1975.
7. À l'heure du second « T », 1975.
8. L'Arche du « A », 1976.
9. L'Âne en atoll, 1977.
10. La Mémémoire, 1977.
11. Avant la lettre, 1978. El 1987, aquest àlbum escevé el primer de la sèrie i els precedents estan descatalogats.
12. Le Chat à neuf queues, 1978.
13. Le Secret de Félicien, 1981.
14. L'Enfer des épouvantails, 1983.
15. Le Diable du peintre, 1987.
16. Le Train où vont les choses, 2013.

- Le Fond de l'air est frais, Dargaud, 1973.
- Timoléon (scénario), avec Alexis (dessin), Dargaud, coll. « Histoires fantastiques » :

1. Time is money, 1973.
2. Quatre Pas dans l'avenir, 1975.
3. Joseph le borgne, 1975.

- Le Petit cirque, Dargaud, coll. « Histoires fantastiques », 1973.
- Hum, Dargaud, 1974.
- Ça va, ça vient, Dargaud, 1977.
- Y a plus de saisons, Dargaud, 1978.
- Le Manu Manu et autres histoires naturelles et sociales, Dargaud, 1979.
- Cythère, l'apprentie sorcière, GP, coll. « Rouge et Or », 1980.
- Magic Palace Hôtel, auto-édition, 1980.
- Parade, auto-édition, 1982.
- Manège, Futuropolis, 1983.
- La Magique Lanterne magique, Imagerie Pellerin, coll. « Images d'Épinal », 1983.
- Le Journal de Jules Renard lu par Fred, d'après Jules Renard, Flammarion, coll. « Roman BD », 1988.
- L'Histoire du corbac aux baskets, 1993. prix du meilleur album du festival d'Angoulême 1994.
- L'Histoire du conteur électrique, Dargaud, 1995.
- Le Noir, la Couleur et Lavis, Dargaud, 1997. Recueil de dessins humoristiques.
- L'Histoire de la dernière image, Dargaud, 1999.
- Fredissimo. Le Meilleur de Fred (ou presque). L'Album du millénaire, Dargaud, 2000.